# Sturmia harrissinae
Sturmia harrissinae är en tvåvingeart som beskrevs av Daniel William Coquillett 1897. Sturmia harrissinae ingår i släktet Sturmia och familjen parasitflugor. Inga underarter finns listade i Catalogue of Life.